# Ottomane

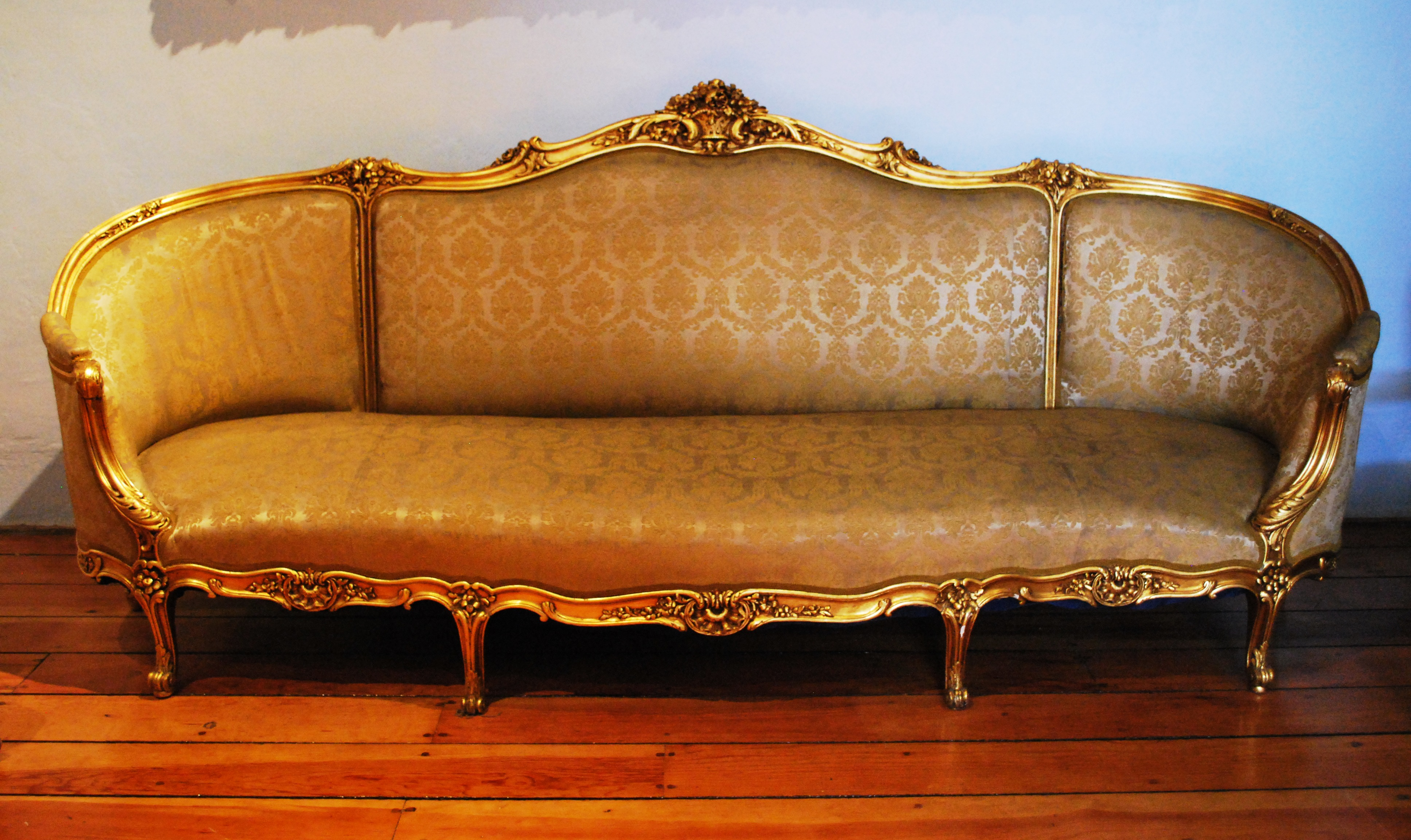
Ottomane, 19. Jahrhundert, Kopie der französischen Ottomane des 18. Jahrhunderts

Eine Ottomane war als Möbelstück ursprünglich eine sofaähnliche, gepolsterte Sitzbank mit halbrunden Armlehnen. Als Sonderform war die Kastenottomane mit klappbarer Sitzfläche und darunter befindlichem Stauraum bekannt.
In der Terminologie der modernen Möbel bezeichnet man als Ottomane ein Liegesofa ohne eine Rückenlehne (vgl. Chaiselongue, Kline/Triclinium und Récamière), oder aber mit einer Rückenlehne, die nicht über die gesamte Längsseite geführt ist und am freien Ende auch keine Armlehne besitzt.

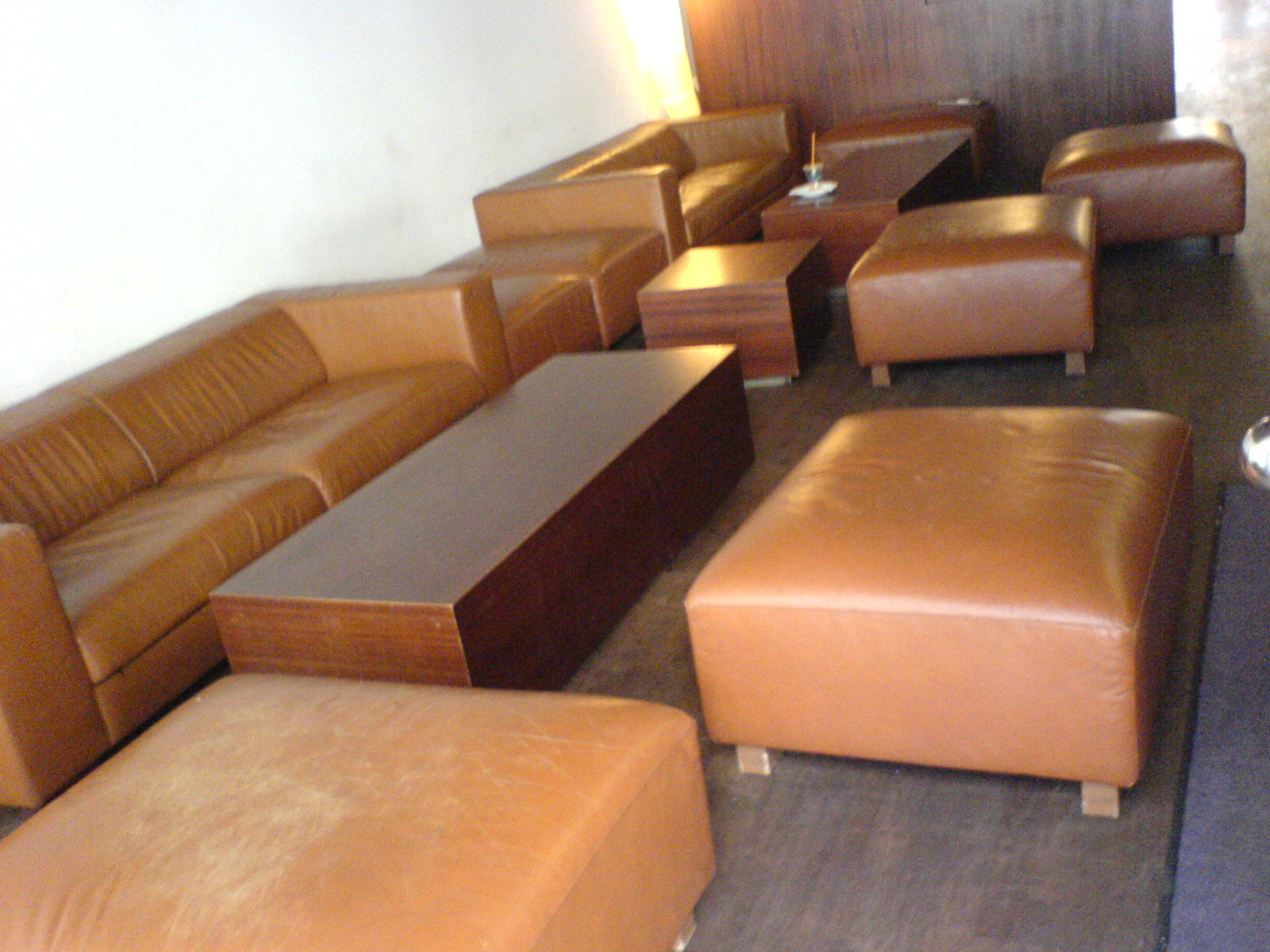
Sitzmöbel in einer amerikanischen Coffee-Shop-Kette in München mit, rechts im Bild, einem zum Sitzen geeigneten Fußhocker (engl.: „ottoman“).

Ein begrifflich falscher Freund des Terminus Ottomane ist das im englischen Sprachgebrauch gebräuchliche Substantiv ottoman, das im Sinne von footstool einen gepolsterten Fußhocker bezeichnet, der sich auch zum Sitzen eignet.

## Etymologie
Im Zusammenhang mit Möbeln ist die Verwendung des von dem französischen Adjektiv ottoman (osmanisch) abgeleiteten Wortes in der französischen Sprache im Jahr 1729 für ein Ruhe- oder Tagesbett (lit de repos en ottomane) belegt.

## Form
Die Form der Ottomane variiert im Laufe der Jahrhunderte und in den verschiedenen westeuropäischen Ländern, die das Wort aus der französischen Sprache in ihren jeweiligen Sprachgebrauch aufgenommen haben.
In Frankreich entwickelte sich die Ottomane um 1780 zu einem mehr oder weniger breiten Kanapee mit ovaler Sitzfläche und einer seitlich abgerundeten Rückenlehne, deren nach vorne gebogenen Enden als Seitenlehne dienen. Seltene Exemplare haben eine diagonal verlaufende Rückenlehne und folglich unterschiedlich hohe Seiten. In der ersten Hälfte des 19. Jahrhunderts verstand man in Frankreich unter der Ottomane einen großen ovalen Sitz mit Fußgestell, im Allgemeinen ohne Rückenlehne und nur manchmal mit einer solchen versehen. Das dort im gängigen Sprachgebrauch inzwischen archaische Wort steht in fachspezifischem Zusammenhang für das vorstehend beschriebene antike Kanapee des 18. Jahrhunderts mit abgerundeter Lehne, oder seine Kopie.